# DASA

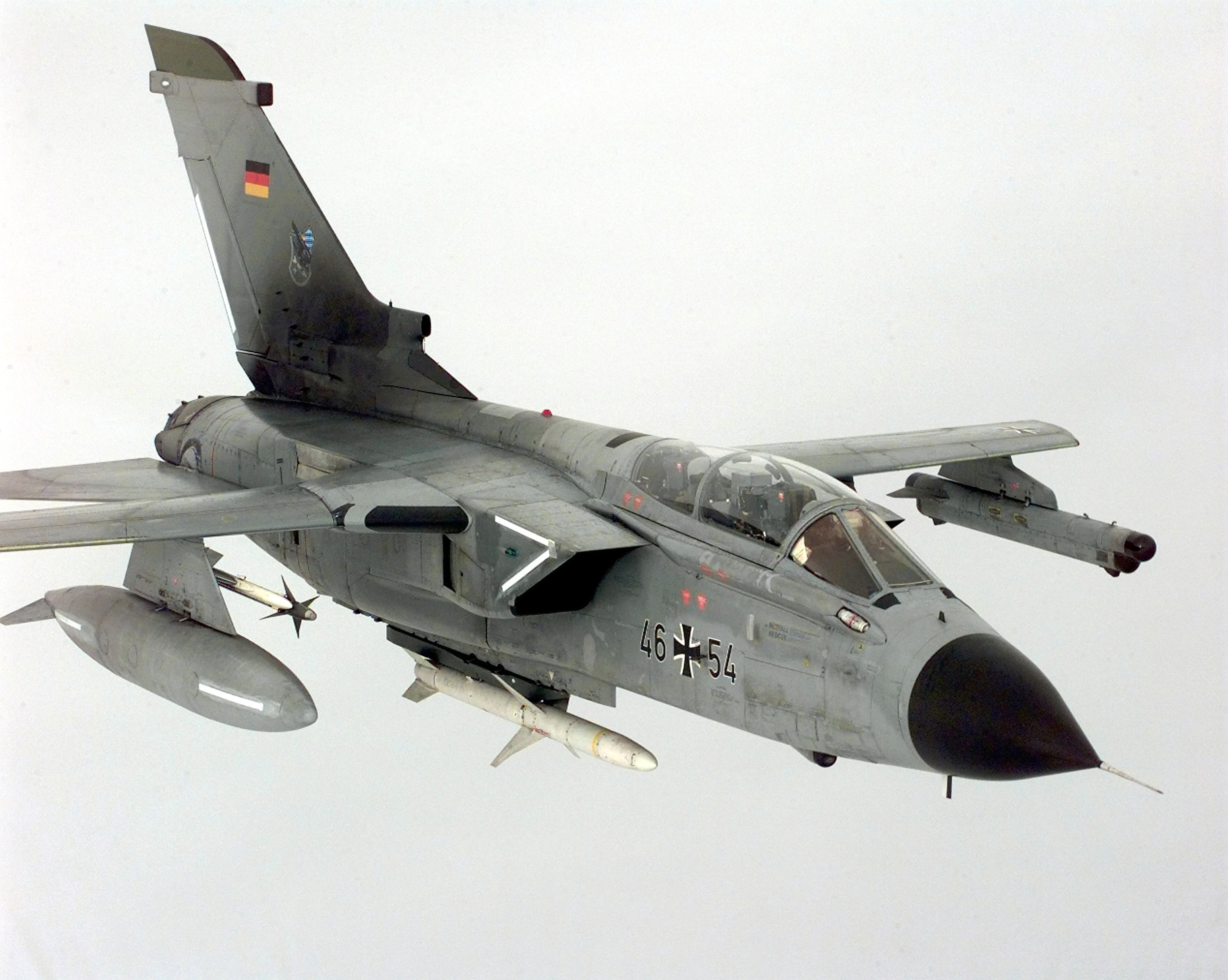
Tornado ECR z produkce DASA německého vojenského letectva Luftwaffe

DASA (DaimlerChrysler Aerospace AG) byla dceřinou společnosti firmy Daimler AG (později DaimlerChrysler).
V červenci 2000 se firma DaimlerChrysler Aerospace sloučila s firmami Aérospatiale-Matra a CASA do European Aeronautic Defence and Space Company EADS N.V. (EADS).

## Projekty
DASA se počátkem 90. let podílela na modernizaci 24 kusů původně východoněmeckých letounů MiG-29 na standardy NATO. Firma také byla součástí konsorcia vyrábějícího víceúčelový bojový letoun Eurofighter Typhoon a prováděla modernizaci německých letounů Panavia Tornado a dalších typů (např. McDonnell Douglas F-4 Phantom II a Boeing E-3 Sentry).